# Der Große Ploetz
Der Große Ploetz – Die Enzyklopädie der Weltgeschichte ist eine chronologisch-topografische Datensammlung zur Weltgeschichte, von der Ur- und Frühgeschichte bis in die Gegenwart. Seit mehr als 150 Jahren auf dem Buchmarkt liegt sie derzeit (Stand 2008) in der 35. Auflage vor. Der Große Ploetz gilt als ein Standard-Nachschlagewerk zur Geschichte. Er wird daher im Bücherverzeichnis zur deutschen Geschichte von Winfried Baumgart aufgeführt.

## Geschichte
Die erste Ausgabe des Großen Ploetz erschien 1863 unter dem Titel Auszug der alten, mittleren und neueren Geschichte als Leitfaden und zu Repetitionen und wurde von Karl Julius Ploetz (1819–1881) begründet. Ploetz, Gymnasiallehrer für Geschichte und Französisch in Berlin, war seit 1847 vor allem mit Lehrwerken zur französischen Sprache erfolgreich, bevor er sich auch der Konzeption historischer Unterrichtsbücher widmete.
Als ein Vorläufer der 1863 erschienenen Erstausgabe des Großen Ploetz kann eine zweisprachige Broschüre gelten: Les principales dates de l’histoire universelle : Auszug der wichtigsten Jahreszahlen, Namen und Fakten aus der Allgemeinen Weltgeschichte. Dieser 32-seitige „Ur-Ploetz“ für den Geschichtsunterricht war als chronologische Datensammlung der wichtigsten welthistorischen Ereignisse angelegt und erschien 1855 bei Friedrich August Herbig. 1880 gingen die Rechte an den von Ploetz’ Sohn in Berlin gegründeten A. G. Ploetz Verlag über, der die Marke Ploetz als umfassende historische Nachschlagewerke ausbaute und bekannt machte.
Wenig später erschien als ein weiterer Vorläufer ein Buch unter dem Titel Der kleine Ploetz – Hauptdaten der Weltgeschichte. Dieses Buch, vom Umfang her ein Zehntel des Großen Ploetz, gab es als Angebot zum günstigen Preis bis zur 36. Auflage 1998.
Der A. G. Ploetz Verlag, nach dem Zweiten Weltkrieg zunächst in Bielefeld, dann in Würzburg ansässig, wurde 1972 von Herder übernommen. Das ständig erweiterte und aktualisierte Nachschlagewerk (1976 erschien die 28. Auflage) wurde bereits von einem Gremium renommierter Historiker betreut. Seit der 29. Auflage (1980) erschien das Werk unter dem Titel Der Große Ploetz. Auszug aus der Geschichte. Wesentliche Neuerungen dieser Auflage bestanden in einem größeren Format, der Erweiterung durch sozial- und wirtschaftshistorische Aspekte sowie durch Einführungskapitel zu den einzelnen Epochen und Räumen. 1995 wurde der Verlag aufgelöst. Die 33. und 34. Auflage des Großen Ploetz (2003, 2005) erschienen jeweils als Lizenzausgaben. Der Göttinger Wissenschaftsverlag Vandenhoeck & Ruprecht brachte 2008, ebenfalls als Lizenzausgabe, die 35. und völlig überarbeitete Auflage auf den Markt.

## Aktuelle Auflage
Die 35. Auflage, 2008 bei Vandenhoeck & Ruprecht erschienen, trägt den Untertitel Die Enzyklopädie der Weltgeschichte und ist unter Mitarbeit von über 80 Historikern seit 1980 erstmals wieder grundlegend inhaltlich überarbeitet und umstrukturiert worden. Das Werk umfasst 2128 Seiten, enthält über 200 historische Karten, etwa 250 Stammtafeln, Schaubilder und Tabellen sowie ein Register mit mehr als 25.000 Einträgen. Die Rahmenbedingungen jeder Epoche werden in systematischen Einführungen dargestellt, zeitlich übergreifende Entwicklungen und Strukturen in thematischen Blöcken erläutert. Visuelle Neuerungen sind zum Beispiel das durchgängig vierfarbige Layout und der zweispaltige Satz.
Die grobe Gliederung ist dem methodischen und konzeptionellen Forschungsstand der Geschichtswissenschaft angepasst und nun nicht mehr sieben-, sondern fünfteilig: I Vorgeschichte, II Altertum, III die Alte Welt zwischen ca. 500 und 1500, IV Neuzeit etwa 1500 bis 1945, V Neueste Zeit 1945. Hierin spiegelt sich die Relativierung der klassischen Epocheneinteilung. Innerhalb dieser Großkapitel ist die nach Epochen, Regionen, Staaten, Reichen oder Kulturen strukturierte Chronik beibehalten, ergänzt durch einleitende Textkapitel und visuelles Anschauungsmaterial. Auch auf der inhaltlichen Ebene werden geschichtswissenschaftliche Verschiebungen berücksichtigt. Kultur- und wirtschaftshistorische Aspekte sind eingebunden, ohne den Schwerpunkt der politischen Geschichte aufzugeben; die vormals stärker ausgeprägte eurozentrische Perspektive ist zurückgenommen. Eine Mehrheit der Einträge wurde komplett neu geschrieben oder aktualisiert. Die Zusammensetzung der 85 Autoren trägt dem Anspruch der wissenschaftlichen Aktualität ebenfalls Rechnung. Beiträge verstorbener Historiker wurden ersetzt und neben hinreichend bekannten Geschichtsprofessoren auch jüngere Forscher der Zunft eingebunden. Aktuelle Ereignisse und Entwicklungen sind bis ins Frühjahr 2008 erfasst. Ein System von Verweisen am Anfang oder Ende eines Abschnitts ermöglichen die inhaltliche Verknüpfung einzelner Teilkapitel. Auch das über einhundert Seiten umfassende Register, geteilt in ein Personen-, Orts- und Sachregister, arbeitet mit Verweisen auf andere Stichworte. Das Personenregister enthält zusätzlich biografische Angaben.
Angesprochen sind mit dem Nachschlagewerk allgemein historisch interessierte Leser, Schüler, Studenten und auch ausgebildete Historiker.

## Ausgaben (Auswahl)
- Karl Ploetz: Auszug aus der Geschichte. 24. Auflage, herausgegeben in völlig neuer Bearbeitung. A. G. Ploetz, Bielefeld 1951.
- Karl Ploetz: Auszug aus der Geschichte. 25. Auflage, herausgegeben in neuer Bearbeitung. A. G. Ploetz, Würzburg 1956.
- Karl Ploetz: Auszug aus der Geschichte. 26. Auflage. A. G. Ploetz, Würzburg 1960.
- Der Große Ploetz. Auszug aus der Geschichte. 29., von 65 Fachwissenschaftlern völlig neu bearbeitete Auflage. Ploetz, Freiburg/Würzburg 1980, ISBN 3-87640-170-4.
- Der Große Ploetz. Auszug aus der Geschichte von den Anfängen bis zur Gegenwart. 31., aktualisierte Auflage. Ploetz, Freiburg u. a. 1991, ISBN 3-87640-375-8.
- Der Große Ploetz. Die Daten-Enzyklopädie der Weltgeschichte. Daten, Fakten, Zusammenhänge. 32., neubearbeitete Auflage. Ploetz, Freiburg 1998, ISBN 3-451-40505-9.
- Der Große Ploetz. Die Enzyklopädie der Weltgeschichte. 35., unter Redaktion von Dieter Geiß völlig neu bearbeitete Auflage. Vandenhoeck & Ruprecht, Freiburg i. Br./Göttingen 2008, ISBN 978-3-525-32008-2.

Der kleine Ploetz:
- Julius Karl Ploetz: Hauptdaten der Weltgeschichte. Neubearbeitung Nax Hoffmann. Ploetz, Leipzig 1909. 17. Auflage.

NS Zeit: Hauptdaten der Weltgeschichte. Bearbeitet Friedrich Kähler. Fortgeführt Hans Volz und Gottfried Franz Litschauer. 21. Auflage, Leipzig 1934.
NS Zeit: Hauptdaten der Weltgeschichte. Bearbeitet Friedrich Kähler. Fortgeführt Hans Volz und Gottfried Franz Litschauer. 25. Auflage. Ploetz, Berlin 1940, DNB 575399376.
- Der kleine Ploetz – Hauptdaten der Weltgeschichte. 36. aktualisierte Auflage auf der Grundlage der 32. Auflage 1977 in der Bearb. von Johanna Schomerus, Freiburg (Breisgau), 3-87640-379-0.

## Weitere Werke der Marke Ploetz
- Karl Julius Ploetz: Auszug der alten, mittleren und neueren Geschichte als Leitfaden und zu Repetitionen. F. A. Herbig, Berlin 1863. (22. Auflage. Ploetz, Berlin/Leipzig 1938, DNB 575399279)
- Der farbige Ploetz. Illustrierte Weltgeschichte von den Anfängen bis zur Gegenwart. 10., aktualisierte Auflage. Ploetz, Freiburg/Würzburg 1982, ISBN 3-87640-002-3.
- Ploetz – Die Deutsche Demokratische Republik – Daten, Fakten, Analysen. Hrsg. Alexander Fischer (1987), aktualisiert von Friedemann Bedürftig. Lizenzausgabe, Köln 2004, ISBN 3-89836-347-3.
- Regenten und Regierungen der Welt. Teil II: 1492–1953. Bearbeitet von Bertold Spuler. A. G. Ploetz, Wiesbaden 1953. – Ein Teil I, der die Zeit bis 1492 abdeckt, ist nie erschienen. Die zweite Auflage des Teils II wurde zunächst auf zwei Teilbände aufgeteilt (1492–1918 und 1917/18–1964) und später um einen weiteren Teilband ergänzt (1965–1970). Bei der Neubearbeitung wurden für den Zeitraum bis 1492 zwei Bandnummern freigehalten, die entsprechenden Bände sind jedoch nicht erschienen:
  - Regenten und Regierungen der Welt. Teil II. Band 3: Neuere Zeit 1492–1918. 2. Auflage. Bearbeitet von Bertold Spuler. A. G. Ploetz, Würzburg 1962.
  - Regenten und Regierungen der Welt. Minister-Ploetz. Teil II. Band 4: Neueste Zeit 1917/18–1964. 2. Auflage. Bearbeitet von Bertold Spuler. A. G. Ploetz, Würzburg 1964.
  - Regenten und Regierungen der Welt. Minister-Ploetz. Teil II. Band 5: Neueste Zeit 1965–1970. Bearbeitet von Bertold Spuler. A. G. Ploetz, Würzburg 1972.
- Raum und Bevölkerung in der Weltgeschichte. Bevölkerungs-Ploetz. Bearbeitet von Ernst Kirsten, Ernst Wolfgang Buchholz und Wolfgang Köllmann. 4 Bände, 3. Auflage. A. G. Ploetz-Verlag, Würzburg 1965–1968.
- Konferenzen und Verträge. Vertrags-Ploetz. Ein Handbuch geschichtlich bedeutsamer Zusammenkünfte, Vereinbarungen, Manifeste und Memoranden. Teil II: 1493–1952. Bearbeitet von Helmuth Rönnefarth. A. G. Ploetz, Bielefeld 1953. – Ein Teil I, der die Zeit bis 1493 abdeckt, ist nie erschienen. Die zweite Auflage des Teils II wurde zunächst auf zwei Teilbände aufgeteilt (1492–1914 und 1914–1959) und später um zwei weitere Bände ergänzt (1959–1963 und 1963–1970). Bei der Neubearbeitung wurden für den Zeitraum bis 1492 zwei Bandnummern freigehalten, die entsprechenden Bände sind jedoch wiederum nicht erschienen:
  - Konferenzen und Verträge. Vertrags-Ploetz. Teil II. 3. Band: Neuere Zeit 1492–1914. Zweite, erweiterte und veränderte Auflage, bearbeitet von Helmuth K. G. Rönnefarth. A. G. Ploetz, Würzburg 1958.
  - Konferenzen und Verträge. Vertrags-Ploetz. Teil II. Band 4 A: Neueste Zeit 1914–1959. Zweite, erweiterte und veränderte Auflage, bearbeitet von Helmuth K. G. Rönnefarth und Heinrich Euler. A. G. Ploetz, Würzburg 1959.
  - Konferenzen und Verträge. Vertrags-Ploetz. Teil II. Band 4 B: Neueste Zeit 1959–1963. Begründet von Helmuth K. G. Rönnefarth. Unter seiner Mitwirkung bearbeitet von Heinrich Euler. A. G. Ploetz, Würzburg 1963.
  - Konferenzen und Verträge. Vertrags-Ploetz. 5. Band: 1963–1970. Bearbeitet von Heinrich Euler. Ploetz, Würzburg 1975, ISBN 3-87640-020-1.
- Geschichte der deutschen Länder. Territorien-Ploetz. Ploetz-Verlag, Würzburg 1964 bis 1971. – Der erste Band behandelt die Territorien des Heiligen Römischen Reiches bis zu dessen Ende 1806, der zweite Band die deutschen Staaten seit dem Wiener Kongress. Ein geplanter dritter Band, der ein Verzeichnis sämtlicher Territorien vom Beginn des Heiligen Römischen Reiches bis zur Gegenwart enthalten sollte, ist nie erschienen.